# Anthrenus bactrianus
Anthrenus bactrianus là một loài bọ cánh cứng trong họ Dermestidae. Loài này được Zhantiev miêu tả khoa học năm 2004.